# Maria Clotilde di Borbone-Francia
Maria Clotilde di Borbone-Francia (Maria Adelaide Clotilde Saveria) (Versailles, 23 settembre 1759 - Napoli, 7 marzo 1802) conosciuta come Madame Clotilde, era la figlia di Luigi Ferdinando, delfino di Francia e della moglie Maria Giuseppina di Sassonia. Divenne Regina consorte di Sardegna, in quanto consorte di Carlo Emanuele IV di Savoia, sovrano dal 1796 al 1802.

È la sorella minore di tre re di Francia, Luigi XVI, Luigi XVIII e Carlo X di Borbone. È stata nominata dal Santo Uffizio Venerabile Maria Clotilde di Borbone-Francia.

## Biografia

### Giovinezza
Maria Clotilde nacque a Versailles il 23 settembre 1759, figlia di Luigi, delfino di Francia, unico maschio sopravvissuto del re Luigi XV di Francia e della moglie, Maria Giuseppina di Sassonia; apparteneva alla dinastia francese dei Borbone, discendendo però anche dalle case d'Asburgo, Leszczyński, Savoia e Wettin. Aveva una sorella, Elisabetta, ghigliottinata poi nel 1794, e tre fratelli, Luigi Giuseppe, Luigi Augusto, poi Luigi XVI, Luigi Stanislao, poi Luigi XVIII, e Carlo Filippo, poi Carlo X di Francia. Venne battezzata con i nomi di Maria Adelaide Clotilde Saveria, ricevendo alla nascita il titolo di Petite-Fille de France, ovvero di nipote del re di Francia. Fin dalla nascita, Clotilde venne affidata alle cure della Contessa di Marsan, una delle più importanti dame del Regno, vedova di Gaston-Jean-Baptiste di Lorena, conte di Marsan, la quale avrà molta influenza sullo sviluppo della personalità della piccola principessa, risultando addirittura rigorosa dal punto di vista morale e religioso, al fine di preservare les enfants dalla dissolutezza dei costumi che regnavano a corte.
Tutti i resoconti concordano sul carattere mite e pio della giovane principessina e sulla sua forte religiosità, è infatti lecito presume che se avesse potuto scegliere avrebbe di gran lunga preferito ritirarsi in un convento al posto di un grande matrimonio dinastico che, invece, l’avrebbe vista protagonista. Difatti, quando sua zia, Madame Louise, abbandonò la corte per il convento, anche la giovane Clotilde manifestò il desiderio di imitarla. Avendo ereditato una certa rotondità genetica, ricevette il soprannome di "Gros Madame". Lo storico Dominique Sabourdin-Perrin, nella sua biografia Marie-Clotilde de France, la descrive come "Donna colta, coltiva una particolare vicinanza con la sorella minore, Madame Élisabeth, nella fede comune". Clotilde è stata descritta come passiva e apatica, che dava percezione di insensibilità, ma era, comunque, molto legata a sua sorella, che avrebbe reagito alla sua partenza con difficoltà. Nel 1774 il nonno Luigi XV morì e così a succedergli fu il fratello di Maria Clotilde, Luigi XVI.

### Principessa di Piemonte

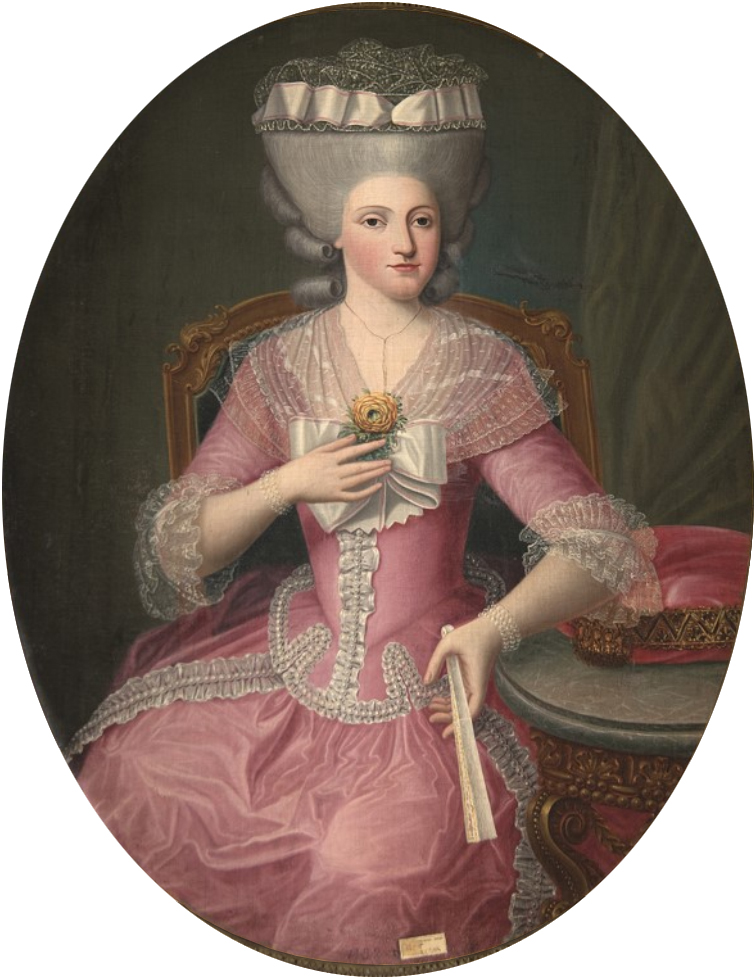
Ritratto di Maria Teresa di Borbone, Principessa di Piemonte.

Il 19 agosto 1775 Maria Clotilde sposò Carlo Emanuele di Savoia, principe di Piemonte, nonché erede al trono del Regno di Sardegna; pur essendo un matrimonio combinato per fini politici e dinastici, l'unione si dimostrò particolarmente affiatata, trovando nella fede un duraturo punto di interesse comune. Maria Clotilde e Carlo Emanuele però non ebbero figli. Ambedue abbracciarono la regola del Terz’Ordine Domenicano: lei prese il nome di Maria Clotilde di S. Margherita e lui Carlo Emanuele di S. Giacinto.
I principi di Piemonte furono assidui frequentatori delle varie chiese della città e soprattutto del Santuario della Consolata, uno dei più antichi e famosi luoghi di culto del Regno. Nel 1789 scoppiò la Rivoluzione francese, che porterà poi alla caduta della monarchia borbonica e la morte di Luigi XVI e della regina Maria Antonietta; Maria Clotilde riceverà a Torino numerosi emigrati francesi. La morte del fratello, della sorella Elisabetta, a cui era molto legata, e della cognata Maria Antonietta, scosse molto la Principessa. Si avvicinò così ancora maggiormente alla religione e ottenne dal suocero, re Vittorio Amedeo III, il permesso di abbandonare gli abiti di corte in favore dell’abito votivo c.d. “della Consolata”, composto da un semplice abito di lana di cotone azzurrino che non avrebbe più abbandonato nemmeno nel 1796 quando divenne il marito ascese al trono come Carlo Emanuele IV di Savoia.

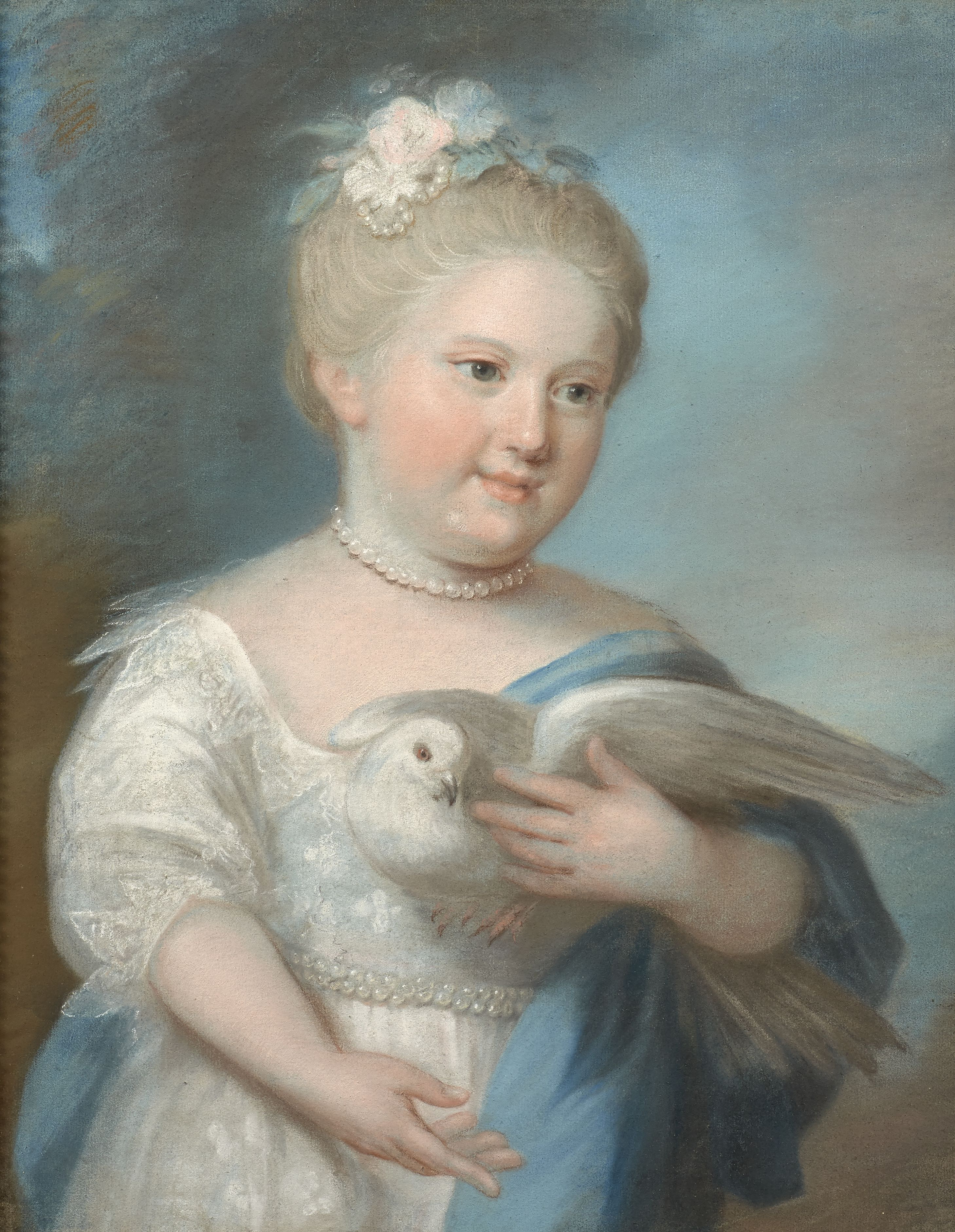
Maria Clotilde di Borbone-Francia.

### Regina di Sardegna
Il 18 ottobre 1796 Vittorio Amedeo III morì e così il primogenito gli successe come Carlo Emanuele IV, di conseguenza Maria Clotilde divenne Regina consorte di Sardegna. Nello stesso anno però le truppe di Napoleone invasero il Piemonte, il quale dovette firmare un armistizio l'8 dicembre 1798, a causa del quale i territori sabaudi della terraferma furono annessi alla Repubblica francese; i Savoia, tra cui i sovrani, dovettero così lasciare il Piemonte così trasferendosi in Sardegna, a Cagliari, prendendo residenza a Palazzo Regio. Qui Maria Clotilde conobbe il gesuita Senes che divenne suo direttore spirituale, compito che mantenne anche dopo l’allontanamento dalla Sardegna, suoi sforzi furono quello di infondere coraggio al re nei momenti di sconforto e quello di fare di tutto per far ritornare i gesuiti negli Stati Sardi.
Visitò poi Papa Pio VI a cui donò il suo anello. Maria Clotilde e Carlo Emanuele lasciarono Cagliari per Firenze e Roma ma fu loro consigliato, dato il pericolo, di recarsi nelle Due Sicilie a Napoli, dove giunsero il 25 novembre 1800, accolti con poco entusiasmo dalla corte borbonica. Presero alloggio in una modesta locanda nel borgo marinaro di Santa Lucia. La regina che aveva venduto anche il vasellame d’argento per aiutare quanti erano più poveri di lei. Nella città partenopea, la Regina prese a frequentare la Chiesa di Santa Caterina a Chiaia, retta dal Terzo Ordine Regolare di San Francesco e il superiore del convento divenne suo confessore e direttore spirituale. Durante l’esilio contrasse una febbre tifoidea e, dopo lunghe sofferenze, morì a Napoli il 7 marzo 1802 a soli quarantadue anni.

Per suo volere, vennero rifiutati gli onori militari ma venne tumulata con un a semplice religiosa, vestita ancora dello stesso abito votivo della Consolata, che non aveva mai abbandonato. Carlo Emanuele di Savoia fu molto addolorato per la morte della moglie, e decise così di lasciare la città e ritirarsi a Roma, dove, accolto tra i gesuiti della Chiesa di Sant’Andrea al Quirinale, si spense nel 1819, dopo aver abdicato nel 1802. Venne sepolta nella Chiesa di Santa Caterina a Chiaia. Fu egli stesso a scegliere l’epitaffio che avrebbe ricordato la consorte e che ancora oggi si legge inciso nel marmo che sovrasta il sarcofago. 

D.O.M. VENERABILIS MARIA ADELAIDE CLOTILDE XAVERIA BORBONIA SARDINIAE REGINA CUIUS SANCTISSIMA PIETAS INGENII DEXTERITAS CONSILII PROBITAS MORUM SOAVITAS ULTRA VOTUM STETERUNT ALIORUM AMANTIOR QUAM SUI EMENSIS UTRISQUE FORTUNAE SPATIIS ADVENTATI FATO INIMITABILI ANIMI ROBORE OBVIAM PROCESSIT REGNO ITALISQUE ORIS CHRISTIANARUM VIRTUTUM SPECIMEN EXTRA ETIAM ADMIRATIONE PRAEBENS PRAEPROPERO MORBO RAPTA SUIS OMNIBUS EXANIMATIS AETERNUM VICTURA PLACIDISSIME OBIIT NEAPOLI NONIS MARTII ANNO MDCCCII REX CAROLUS EMANUEL IV PIISSIMUS CONIUX LUCTU CONCISUS DIMIDIO SUI CURARUM LEVAMINE ORBATUS AD UXORIAS CINERES HIC QUIESCENTES.

Queste sono le parole con cui l’inconsolabile marito decise di ricordare, ai posteri, le virtù della Regina. Dirimpetto al sarcofago della Venerabile si trova, poi, una piccola nicchia che custodisce un’urna marmorea con il cuore di Maria Teresa di Savoia, Duchessa d’Artois, moglie del futuro Carlo X di Francia e sorella di Carlo Emanuele, dunque, per ben due volte cognata di Maria Clotilde. Costei era a tal punto legata alla cognata che dispose tra le ultime volontà che il suo cuore, una volta morta, fosse racchiuso in un’urna e posto presso la tomba della cognata a Napoli.

### Beatificazione
Già nel 1808 venne ufficialmente iniziata la causa di Beatificazione con il riconoscimento, ad opera di Papa Pio VII, del titolo di “Venerabile”, il 10 aprile 1808. In seguito il processo di beatificazione andò avanti fino a che nel 1854, fu interrotto per gli ovvi motivi politici che erano riconducibili al ruolo giocato da Casa Savoia nell’Unità d’Italia. Anche i piemontesi, infatti, come ben prima di loro gli stessi napoletani, cominciarono a venerare Maria Clotilde come santa, chiamandola “il nostro angelo” e lodandone le virtù sante. La Tomba della Venerabile fu restaurata nel 1933 per volontà dell’allora Principe di Piemonte, Umberto di Savoia, e ancora oggi la Chiesa di Santa Caterina a Chiaia è retta dai padri del Terzo Ordine regolare . Dopo oltre cento anni di relativa “stasi” la causa di Beatificazione venne ripresa nel 1972 e, dieci anni dopo, Papa Giovanni Paolo II promulgò il decreto sull’eroicità delle sue virtù, aprendo quindi definitivamente la strada verso la beatificazione della Regina. Grande merito va riconosciuto, quindi, ai padri del Terzo Ordine Regolare e altro importante merito all’opera di propulsione dei tanti fedeli e devoti al culto della Regina. Nel bicentenario della sua morte il 7 marzo 2002, autorità, fedeli e religiosi si sono riuniti presso la sua tomba per celebrarne la memoria. Questa è la preghiera per la Venerabile Maria Clotilde di Borbone-Francia:
"O Dio che nella tua infinita bontà doni la tua gloria alle anime che hanno osservato la tua ssanta legge fino la sacrificio, conformandosi al tuo diletto Figlio crocifisso, accogli la mia umile preghiera che ti innalzo con fede. Tu che sei mirabile nei tuoi Santi e li poni come fiaccole accese sul cammino tenebroso dell’uomo, concedimi la grazia di cui ho tanto bisogno per i meriti della venerabile Maria Clotilde. Le sue virtù, la sua vita profondamente cristiana, la sua eroica fortezza nei dolori, l’uniformità completa alla tua volontà nelle contingenze penose che amareggiarono la sua breve esistenza, hanno avuto il meritato premio nel tuo regno eterno; siano ancora glorificate dalla tua Chiesa con l’onore degli altari. Fa, con l’aiuto della tua grazia, che io possa imitare le sue virtù, ora che l’hai posta a noi come modello, e possa rendermi degno della sua celeste protezione. Amen".

## Ascendenza
|                                   |                       |                                          | Genitori                                  |  |  | Nonni |  |  | Bisnonni                |  |  | Trisnonni              |  |
|                                   |                       |                                          |                                           |  |  |       |  |  | Luigi, duca di Borgogna |  |  | Luigi, il Gran Delfino |  |
|                                   |                       |                                          |                                           |  |  |       |  |  | Luigi, duca di Borgogna |  |  | Luigi, il Gran Delfino |  |
|                                   |                       | Duchessa Maria Anna Vittoria di Baviera  |                                           |  |  |       |  |  | Luigi, duca di Borgogna |  |  |                        |  |
| Luigi XV di Francia               |                       |                                          |                                           |  |  |       |  |  | Luigi, duca di Borgogna |  |  |                        |  |
|                                   |                       | Maria Adelaide di Savoia                 | Vittorio Amedeo II di Savoia              |  |  |       |  |  |                         |  |  |                        |  |
|                                   |                       | Maria Adelaide di Savoia                 | Vittorio Amedeo II di Savoia              |  |  |       |  |  |                         |  |  |                        |  |
|                                   |                       | Maria Adelaide di Savoia                 | Anna Maria d'Orléans                      |  |  |       |  |  |                         |  |  |                        |  |
| Luigi di Borbone-Francia          |                       | Maria Adelaide di Savoia                 |                                           |  |  |       |  |  |                         |  |  |                        |  |
|                                   |                       | Stanisalo I di Polonia                   | Conte Rafal Leszczynski                   |  |  |       |  |  |                         |  |  |                        |  |
|                                   |                       | Stanisalo I di Polonia                   | Conte Rafal Leszczynski                   |  |  |       |  |  |                         |  |  |                        |  |
|                                   |                       | Stanisalo I di Polonia                   | Principessa Anna Jablonowska              |  |  |       |  |  |                         |  |  |                        |  |
| Maria Leszczyńska                 |                       | Stanisalo I di Polonia                   |                                           |  |  |       |  |  |                         |  |  |                        |  |
|                                   |                       | Caterina Opalińska                       | Conte Jan Karol Opalinski                 |  |  |       |  |  |                         |  |  |                        |  |
|                                   |                       | Caterina Opalińska                       | Conte Jan Karol Opalinski                 |  |  |       |  |  |                         |  |  |                        |  |
|                                   |                       | Caterina Opalińska                       | Contessa Zofia Czarnkowska                |  |  |       |  |  |                         |  |  |                        |  |
| Maria Clotilde di Borbone-Francia |                       | Caterina Opalińska                       |                                           |  |  |       |  |  |                         |  |  |                        |  |
|                                   | Augusto II di Polonia | Giovanni Giorgio III di Sassonia         |                                           |  |  |       |  |  |                         |  |  |                        |  |
|                                   | Augusto II di Polonia | Giovanni Giorgio III di Sassonia         |                                           |  |  |       |  |  |                         |  |  |                        |  |
|                                   | Augusto II di Polonia | Anna Sofia di Danimarca                  |                                           |  |  |       |  |  |                         |  |  |                        |  |
| Augusto III di Polonia            | Augusto II di Polonia |                                          |                                           |  |  |       |  |  |                         |  |  |                        |  |
|                                   |                       | Cristiana di Brandeburgo-Bayreuth        | Cristiano Ernesto di Brandeburgo-Bayreuth |  |  |       |  |  |                         |  |  |                        |  |
|                                   |                       | Cristiana di Brandeburgo-Bayreuth        | Cristiano Ernesto di Brandeburgo-Bayreuth |  |  |       |  |  |                         |  |  |                        |  |
|                                   |                       | Cristiana di Brandeburgo-Bayreuth        | Sofia Luisa di Württemberg                |  |  |       |  |  |                         |  |  |                        |  |
| Maria Giuseppina di Sassonia      |                       | Cristiana di Brandeburgo-Bayreuth        |                                           |  |  |       |  |  |                         |  |  |                        |  |
|                                   |                       | Giuseppe I d'Asburgo                     | Leopoldo I d'Asburgo                      |  |  |       |  |  |                         |  |  |                        |  |
|                                   |                       | Giuseppe I d'Asburgo                     | Leopoldo I d'Asburgo                      |  |  |       |  |  |                         |  |  |                        |  |
|                                   |                       | Giuseppe I d'Asburgo                     | Eleonora del Palatinato-Neuburg           |  |  |       |  |  |                         |  |  |                        |  |
| Maria Giuseppa d'Austria          |                       | Giuseppe I d'Asburgo                     |                                           |  |  |       |  |  |                         |  |  |                        |  |
|                                   |                       | Guglielmina Amalia di Brunswick-Lüneburg | Giovanni Federico di Brunswick-Lüneburg   |  |  |       |  |  |                         |  |  |                        |  |
|                                   |                       | Guglielmina Amalia di Brunswick-Lüneburg | Giovanni Federico di Brunswick-Lüneburg   |  |  |       |  |  |                         |  |  |                        |  |
|                                   |                       | Guglielmina Amalia di Brunswick-Lüneburg | Benedetta Enrichetta del Palatinato       |  |  |       |  |  |                         |  |  |                        |  |
|                                   |                       | Guglielmina Amalia di Brunswick-Lüneburg |                                           |  |  |       |  |  |                         |  |  |                        |  |